# Futbol als Emirats Àrabs Units
El futbol és l'esport més popular als Emirats Àrabs Units. És dirigit per l'Associació de Futbol dels Emirats Àrabs Units. Aquesta fou creada l'any 1971, i afiliada a la FIFA el 1974.

## Competicions
- Lligues:
  - Pro League
  - First Division League
  - Second Division League
- Copes:

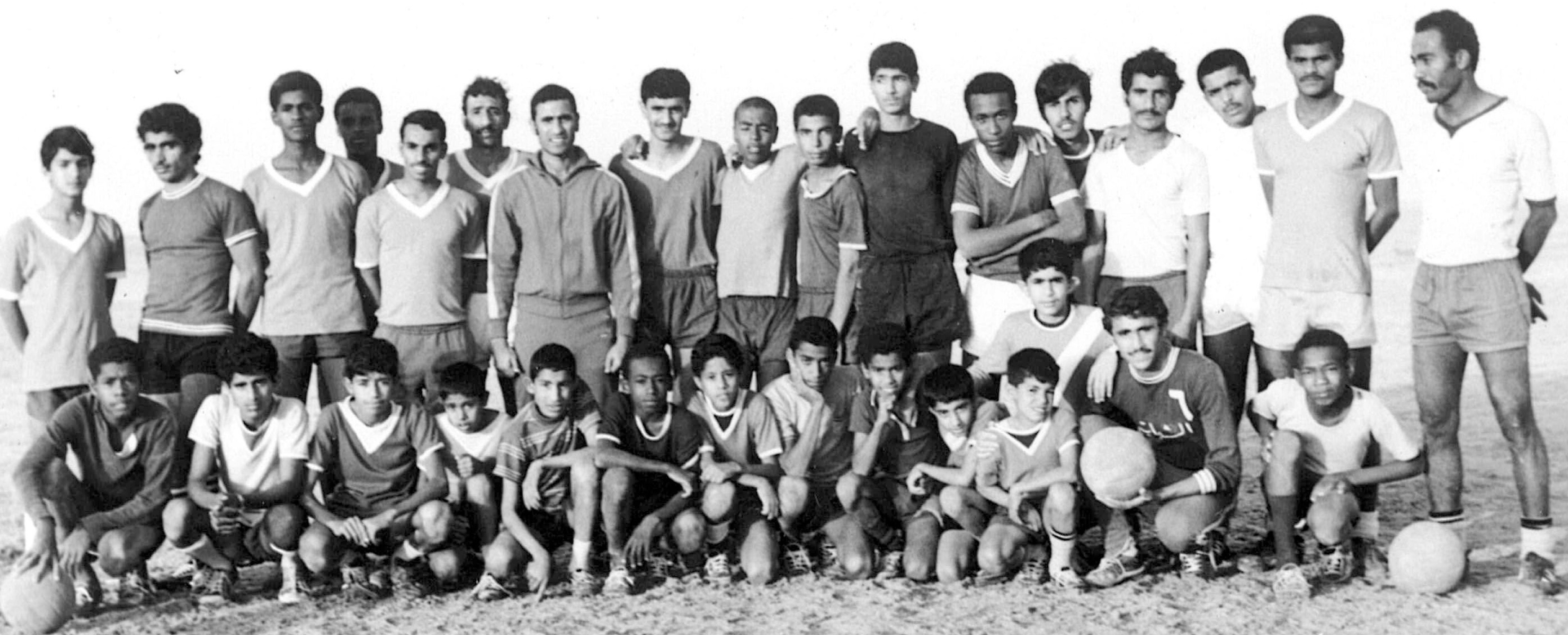
Al Ahli als anys setanta.

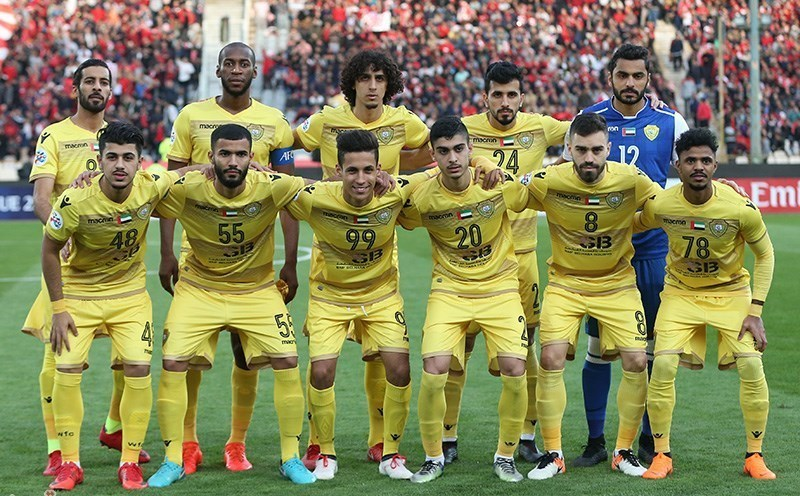
Al Wasl.

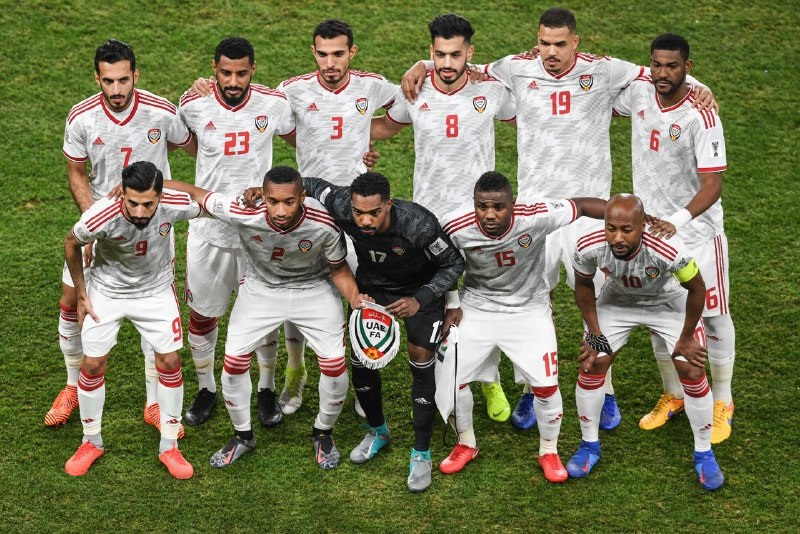
Selecció dels Emirats Àrabs el 2019.

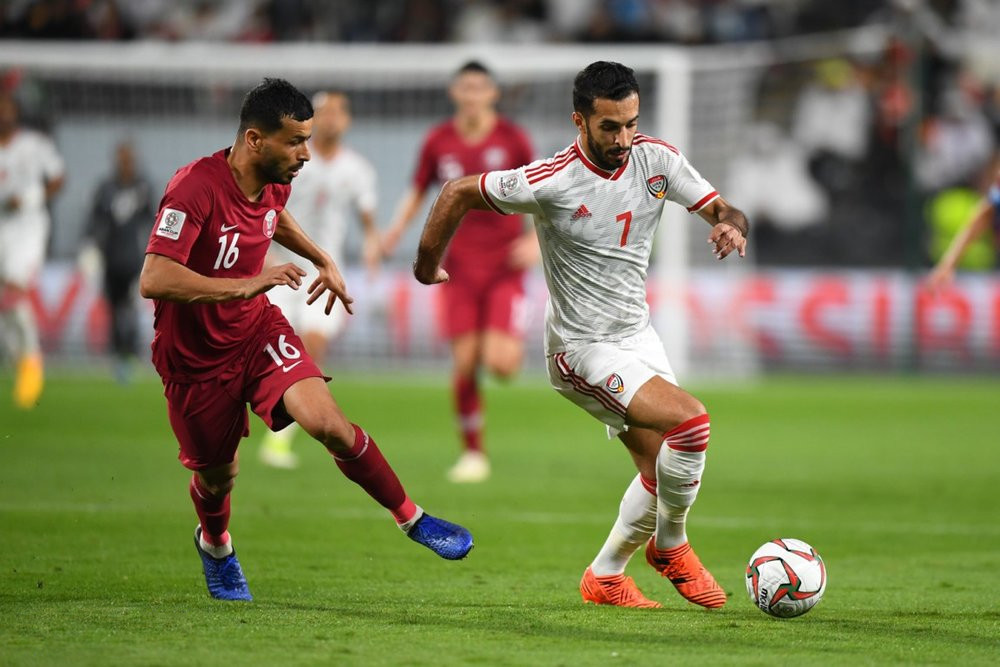
Partit Qatar vs Emirats Àrabs el 2019.

  - Copa del President dels Emirats Àrabs Units de futbol
  - Copa de la Lliga dels Emirats Àrabs Units de futbol
  - Supercopa dels Emirats Àrabs Units de futbol
  - Copa Federació dels Emirats Àrabs Units de futbol (desapareguda)
  - Copa del Vice-president dels Emirats Àrabs Units de futbol (desapareguda)

## Principals clubs
Clubs amb més títols nacionals a 2021.
- Al-Ain SCC
- Shabab Al-Ahli Dubai FC
- Al-Wasl SC Dubai
- Sharjah FC
- Al-Wahda SCC Abu Dhabi
- Al-Jazira SC Abu Dhabi
- Al-Nasr SC Dubai
- Al-Shabab Al-Arabi Club Dubai
- Al-Sha'ab CSC Sharjah
- Baniyas SCC
- Emirates CSC
- Ajman Club

## Jugadors destacats
Fonts:
Des de 1980
- Adnan Al Talyani
- Khalil Ghanim
- Mubarak Ghanim
- Khalid Ismail
- Fahad Khamees
- Abdulrahman Mohamed

Des de 1990
- Zuhair Bakheet
- Hussain Ghuloum
- Nasir Khamees
- Eissa Meer
- Ibrahim Meer
- Muhsin Musabah
- Ali Thani Jumaa

Des de 2000
- Haider Alo Ali
- Abdulrahim Jumaa
- Subait Khater

Des de 2010
- Walid Abbas
- Omar Abdulrahman
- Hamdan Al-Kamali
- Ali Mabkhout
- Ismail Matar
- Majed Naser

## Principals estadis

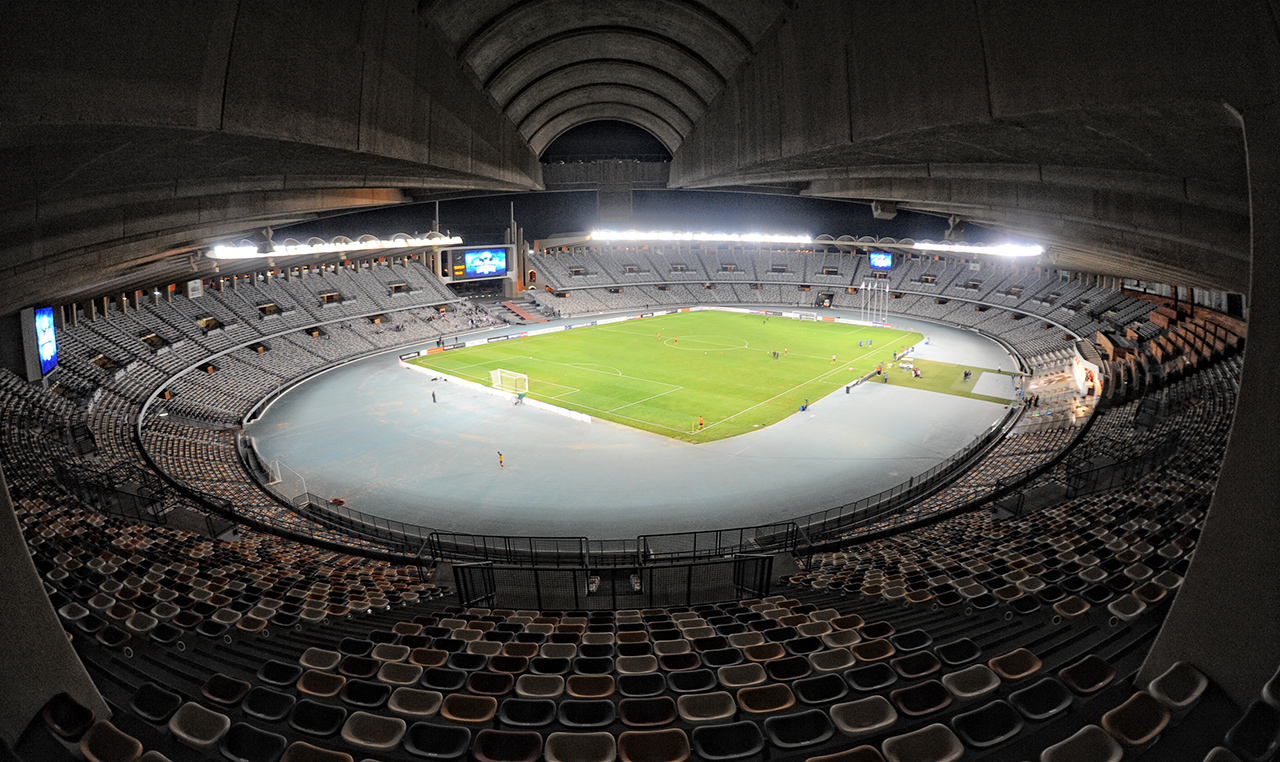
Estadi Xeic Zayed.

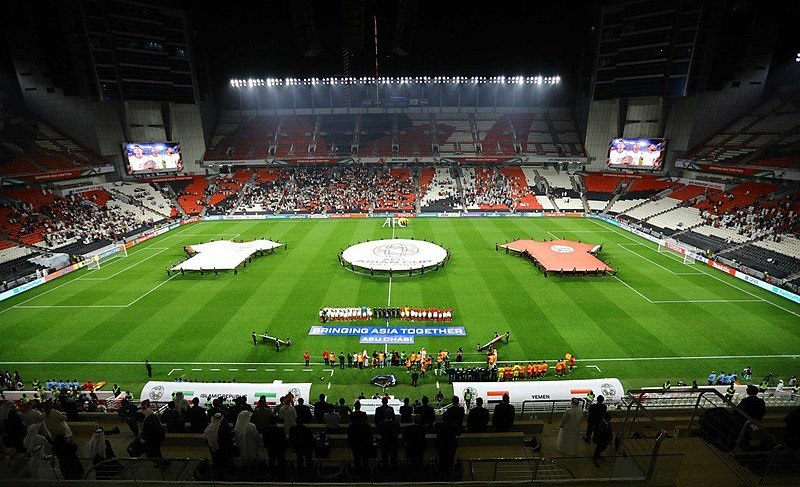
Estadi Mohammed bin Zayed.

| # | Estadi                               | Capacitat | Ciutat    |
| - | ------------------------------------ | --------- | --------- |
| 1 | Estadi Xeic Zayed                    | 44.250    | Abu Dhabi |
| 2 | The Sevens Stadium                   | 44.000    | Dubai     |
| 3 | Estadi Mohammed bin Zayed            | 42.056    | Abu Dhabi |
| 4 | Estadi Hazza bin Zayed               | 25.965    | Al Ain    |
| 5 | Estadi Sharjah                       | 18.578    | Sharjah   |
| 6 | Estadi Maktoum bin Rashid Al Maktoum | 18.000    | Dubai     |
| 7 | Estadi Zabeel                        | 18.000    | Dubai     |